# Alphonse Lemerre
Pour les articles homonymes, voir Lemerre.
Alphonse-Pierre Lemerre, né le 9 avril 1838 à Canisy et mort le 15 octobre 1912 dans le 16e arrondissement de Paris,, est un éditeur français réputé pour ses éditions des poètes parnassiens.

## Biographie

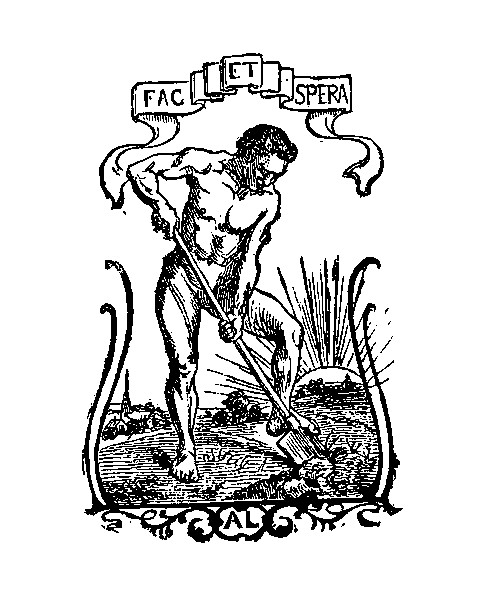
La marque de l'éditeur : le bêcheur, dessinée par Félix Bracquemond.

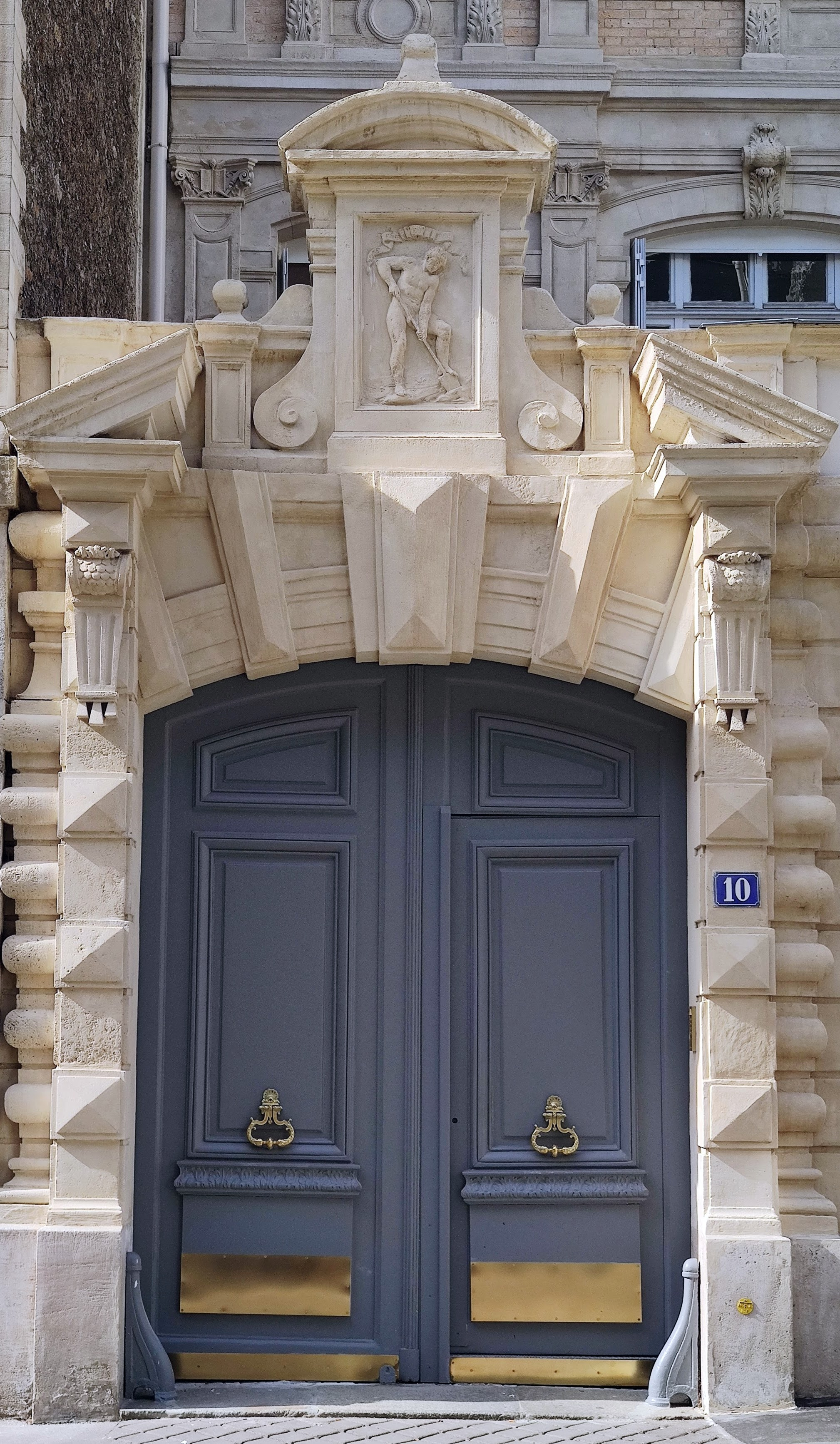
Entrée du 10, rue Chardin à Paris.

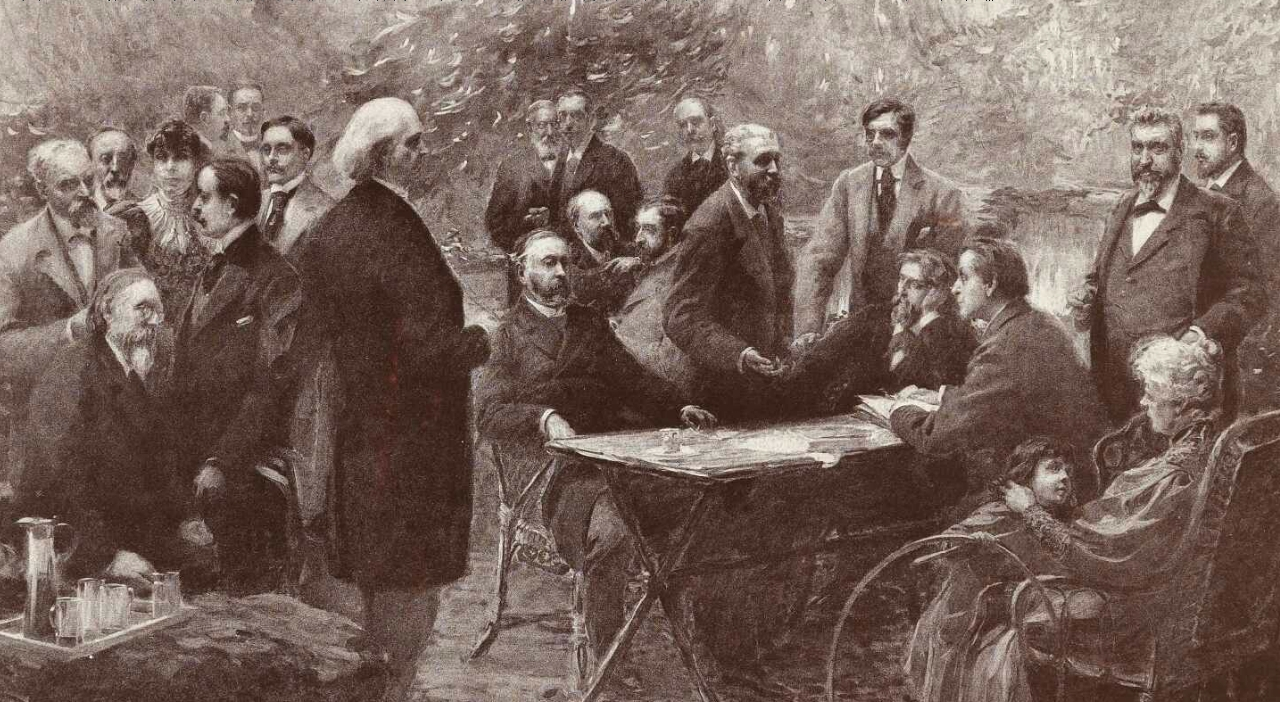
Chez Alphonse Lemerre, à Ville-d’Avray, tableau de Paul Chabas, 1895.
Représenté avec ses auteurs, l'éditeur est à l'extrême droite, devant son fils Désiré. Mme Lemerre est assise et cajole son petit-fils Alphonse II né en 1890.

Alphonse-Pierre Lemerre est le huitième enfant d'une famille de cultivateurs installée dans la Manche. À partir de l'âge de 12 ans, il est saute-ruisseau à Saint-Lô, c'est-à-dire coursier, entre autres pour un notaire.
Il arrive à Paris en 1860, et se fait embaucher par le libraire Pierre-Paul Percepied qui tient boutique au 42 passage Choiseul : on y trouve des ouvrages religieux et des objets de piété, mais aussi un fonds de classiques dont Lemerre hérite en 1862. Il décroche entre-temps son diplôme de libraire et ouvre sa propre boutique un peu plus loin dans le même passage, au numéro 23. C'est un petit local.
Lemerre épouse le 11 août 1864 la modiste Antoinette-Sophie Faynot (1837-1894) qui tient boutique juste en face de la librairie. Ils auront deux enfants : Désiré-Jean-Alphonse (1865-1928) et Jeanne-Modeste-Aurélie (1868-1960).
Grâce à l'argent de son épouse, Lemerre se lance dans l'édition en 1865 : son souhait est de publier des ouvrages bien faits, à la typographie élégante et sur beau papier. Il se choisit une marque, un homme bêchant, et une devise latine fac et spera (agis et espère).
La librairie déménage au numéro 27-31 en 1872. Auparavant, c'est au 23 que vont se réunir les futurs poètes du Parnasse contemporain dont la première publication date du 3 mars 1866, placée sous la direction de Louis-Xavier de Ricard et Catulle Mendès et qui comprend des poèmes de Charles Baudelaire, Stéphane Mallarmé, Paul Verlaine. Le Parnasse contemporain, recueil de vers nouveaux comprendra 18 livraisons hebdomadaires, jusqu'au 30 juin 1866, avant la parution du volume complet en octobre. Il publiera deux autres volumes, qui paraîtront en 1871 et 1876.
Auparavant, il avait édité L’Art, la revue fondée par Ricard, soit dix numéros, entre le 2 novembre 1865 et le 6 janvier 1866 (dont, en novembre, l’article de Verlaine sur Baudelaire). Lemerre publie également en novembre 1865 son premier ouvrage, il s'agit du recueil poétique Ciel, rue et foyer toujours du même Ricard. Par la suite, il réimprime à peu d'exemplaires et de façon soignée Pierre Ronsard, Joachim du Bellay ou Pontus de Tyard, dans une collection intitulée « La Pléiade françoise », qu'il poursuivra jusqu’en 1898.
En novembre 1866, Verlaine publia chez Lemerre, à compte d’auteur, ses Poèmes saturniens, imprimés par Damase Jouaust et salués par Mallarmé. Verlaine y publiera encore deux nouveaux recueils.
Plus tard, Lemerre posséda sa propre imprimerie située 6 rue des Bergers.
Il lance de nombreuses collections : la « Bibliothèque d'un curieux » créée en 1867 qui réédite des auteurs oubliés, la « Collection Lemerre » proprement dite, lancée en 1868, qui comprend des classiques français ; la « Petite Bibliothèque littéraire » lancée la même année, sur le même principe mais en format réduit et ouverte aux auteurs étrangers, puis plus tard aux chefs-d’œuvre de la littérature française contemporaine (Anatole France, Auguste Molinier, Louis Petit de Julleville, etc.) ; la « Bibliothèque illustrée », la « Bibliothèque dramatique », la « Petite collection pour la jeunesse », les « poèmes nationaux », des livres d’enseignement, etc.
Il fut maire de Ville-d'Avray, tendance républicain et anticlérical. Il reste très attaché à sa Normandie natale ; il séjourne à Canisy, où il fait bâtir le château de Montmirel. Il y achète de nombreuses propriétés : à Agon-Coutainville, un château à Dangy, une ferme à Cerisy-la-Forêt, un manoir au Mesnil-Angot et le château de Gratot.
En 1893, il commande au peintre Paul Chabas une vaste composition peinte (285 x 338 cm) représentant quelques poètes du Parnasse qu'il édite. Ce tableau, Chez Alphonse Lemerre, à Ville d'Avray, est exposé au salon de 1895 et a pour cadre le jardin de sa propriété, achetée en 1875 et qui avait appartenu au peintre Camille Corot. Parmi les personnages peints ont reconnaît Leconte de Lisle, Paul Bourget, José-Maria de Heredia, Daniel Lesueur (née Jeanne Loiseau), Alphonse Daudet, François Coppée , madame Lemerre (avec penchée sur elle sa fille Jeanne épouse Guinon et cajolant son petit-fils Alphonse II).
En 1880, il se fait construire à Paris un hôtel particulier, au 10 rue Chardin : l’enseigne de la maison d’édition, l’ « Homme à la bêche », reproduit sur le linteau du portail d’entrée, est toujours visible.
Il est fait officier de la Légion d'honneur en 1902.
Longtemps son employé, Louis Conard fonde en 1902 sa propre maison d'édition.
Lemerre meurt à Paris dans son hôtel particulier le 15 octobre 1912 âgé de 74 ans. Il est inhumé au cimetière du Père Lachaise (division 6), à Paris. Son fils Désiré reprend les activités. Celui-ci lance en 1923 la revue mensuelle Nos Poètes dirigée par Maxime Formont. En 1935, le fils de Désiré édite Comment j'ai écrit certains de mes livres, l'ouvrage posthume de Raymond Roussel.
Les petits-enfants de Lemerre, Alphonse II (1890-1979) et Pierre, ferment la librairie et la maison d'édition en février 1965 : c'était la plus ancienne librairie parisienne en activité (fondée en 1842 par Percepied).
Figure importante du monde des lettres pendant plus de quarante ans, Alphonse Lemerre était surnommé « le Barbin des jeunes poètes » et « l’Elzevier des vieux classiques ».

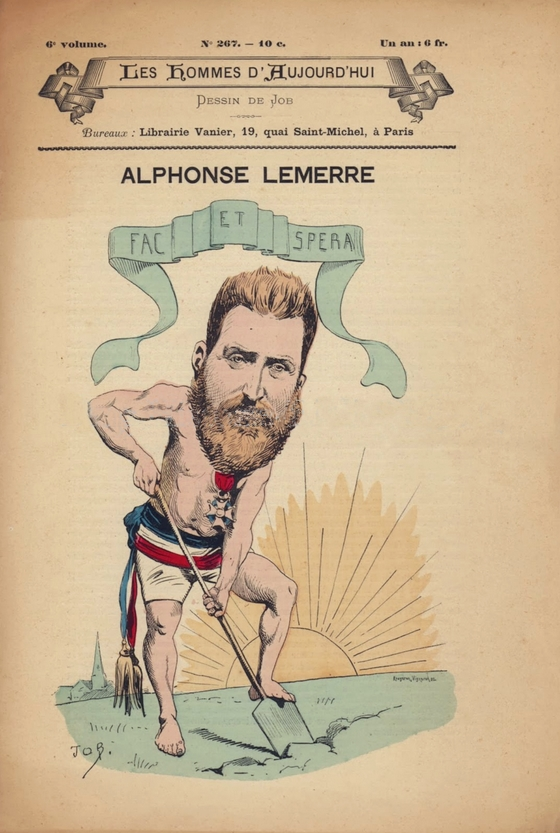
Lemerre carricaturé par Job pour Les Hommes d'aujourd'hui, 1886.

## Ennuis avec la justice
En 1892, Le Figaro et Lemerre éditèrent ensemble Cosmopolis de Paul Bourget. Lors d’un séjour en Amérique, Bourget découvre que l’ouvrage a été traduit en anglais par quatre éditeurs américains et vendu à environ 40 000 exemplaires : il réclame alors ses droits d’auteur à Lemerre qui, n’ayant rien reçu des éditeurs américains, les lui refusa. Bourget poursuivit son éditeur en justice.
N'ayant signé aucun contrat avec les éditions Alphonse Lemerre et étant passé ensuite chez Calmann Lévy en exclusivité, Anatole France fit un procès à Lemerre en décembre 1911 et fut défendu par Raymond Poincaré qui obtint de l'éditeur la restitution d'un manuscrit et des 3 000 francs avancés par l'auteur.

## Continuité et disparition de la maison
Après 1912, la maison d'édition est reprise par le fils d'Alphonse, Désiré Lemerre, qui meurt le 3 novembre 1928. En 1930, Lemerre obtient le prix Renaudot pour Piège de Germaine Beaumont. La librairie du passage Choiseul ferme en février 1965. Le 14 novembre 1979, meurt le petit-fils du fondateur, Alphonse II Lemerre.

## Sélection d'auteurs édités par Alphonse Lemerre
Alphonse Lemerre est connu pour avoir publié les poètes parnassiens. Mais il publia également des anthologies et de grands auteurs classiques et romantiques.

### Poètes parnassiens
Les précurseurs
- Théophile Gautier
- Théodore de Banville

Le chef de file
- Leconte de Lisle

Quelques représentants importants
- François Coppée
- Léon Dierx
- Albert Glatigny
- José-Maria de Heredia
- Jean Lahor
- Victor de Laprade
- Jeanne Loiseau (dite Daniel Lesueur)
- Catulle Mendès
- Sully Prudhomme

Les recueils collectifs
- Le Parnasse contemporain, recueil de vers nouveaux. I- 1866, II- 1869-1871, III- 1876

### Anthologies
- Anthologie des poètes français depuis les origines jusqu'à la fin du XVIIIe siècle.
- Anthologie des poètes français du XIXe siècle, en 4 tomes, 1887-88.
- Anthologie des poètes latins, avec la traduction en français par Eugène Fallex, 1877.
- Sonnets et eaux-fortes, 1869, paru en France grâce au critique d’art Philippe Burty[12].
- Le Livre des sonnets, avec une Histoire du Sonnet, par Charles Asselineau :
  - dix dizains de sonnets choisis, 1874 ;
  - quatorze dizains de sonnets choisis, 1875 ;
  - seize dizains de sonnets choisis, (s.d., 1893 ?).
- Le Livre des ballades, soixante ballades choisies, 1876.

### Grands auteurs: anciens, classiques, romantiques
- Les traductions de Leconte de Lisle : Tragiques grecs (Eschyle, Sophocle, Euripide), Homère, Hésiode, Théocrite, Horace, etc.

- Aristophane (tr. E. Talbot)
- Dante
- Leopardi (tr. F.-A. Aulard)
- Ronsard
- La Pléiade
- Rabelais
- Shakespeare
- La Fontaine
- Corneille
- Molière
- Boileau
- Beaumarchais
- André Chénier
- Goethe
- Paul-Louis Courier
- Victor Hugo
- Auguste Brizeux
- Lamartine
- Musset
- Vigny

### Auteurs contemporains autres que les parnassiens
- Paul Arène
- Anne Barratin
- Jules Barbey d'Aurevilly
- Charles Baudelaire
- Paul Bourget
- Émile Chevé
- Léon Cladel
- Alphonse Daudet
- Gustave Flaubert
- Anatole France
- Edmond et Jules de Goncourt
- Stanislas de Guaita
- Abel Hermant
- Jeanne Loiseau (dont le nom de plume est Daniel Lesueur)
- Frédéric Mistral
- Raymond Roussel (à compte d'auteur)
- Sainte-Beuve
- Sutter-Laumann
- André Theuriet
- Paul Verlaine (à compte d'auteur)
- Renée Vivien

### Histoire
- Histoire ancienne des Peuples de l'Orient jusqu'au premier siècle avant notre ère, par Paul Gaffarel.
- Histoire grecque, par Louis Petit de Julleville.
- Histoire romaine, par Eugène Talbot.
- Histoire d'Israël, par E. Ledrain. Vol. 1 : 1re partie, se terminant à la chute des Omrides ; Vol. 2 : 2e partie, se terminant à la répression du soulèvement des juifs sous Adrien.
- Histoire du Moyen Âge, par Pierre Gosset (pas de mention de l'auteur sur les exemplaires reliés par l'éditeur), 1876.
- Histoire populaire du Christianisme, par Leconte de Lisle, 1871
- Histoire de la littérature grecque, par Eugène Talbot.
- Histoire de la littérature romaine, par Eugène Talbot.
- Histoire de la littérature française, par Charles Gidel, en cinq volumes :
  - vol. I. Depuis son origine jusqu'à la Renaissance, 1878 ;
  - vol II, Depuis la Renaissance jusqu'à la fin du XVIIe siècle, 1882 ;
  - vol. III. Depuis la fin du XVIIe siècle jusqu'en 1815, 1883 ;
  - vol. IV et V, Depuis 1815 jusqu'à nos jours.
- Histoire des littératures étrangères, par Eugène Hallberg. Vol. 1 : Littératures scandinave, allemande, hollandaise, depuis leurs origines jusqu'en 1850 ; Vol. 2 : Littératures anglaise, slave, depuis leurs origines jusqu'en 1850.
- Histoire des temps modernes, depuis la seconde moitié du XVe siècle jusqu'à nos jours, par Edgar Zévort
- Histoire populaire de la Révolution française, par Leconte de Lisle (nom d'auteur non mentionné), 1871.
- Histoire universelle, par Marius Fontane :
  - Les Iraniens. Zoroastre (de 2500 à 800 av. J.-C.), 1881 ; texte sur Gallica ;
  - Inde védique (de 1800 à 800 av. J.-C.), 1881 ; texte sur Gallica ;
  - Les Égyptes (de 5000 à 715 av. J.-C.), 1882 ; texte sur Gallica ;
  - Les Asiatiques. Assyriens, Hébreux, Phéniciens (de 4000 à 559 av. J.-C.), 1883 ; texte sur Gallica ;
  - La Grèce (de 1300 à 480 av. J.-C.), 1885 ; texte sur Gallica ;
  - Athènes (de 480 à 336 av. J.C.), 1894 ; texte sur Gallica ;
  - Rome (de 754 à 63 av. J.-C.), 1891 ; texte sur Gallica ;
  - Le Christianisme (de 67 av. J.-C. à 117 ap. J.-C.), 1894 ; texte sur Gallica ;
  - Les Barbares (de 117 à 395 ap. J.-C.), 1897 ; texte sur Gallica ;
  - Mahomet (de 395 à 632 ap. J.-C.), 1898 ; texte sur Gallica ;
  - La Papauté. Charlemagne (de 632 à 877 ap. J.-C.), 1901 ; texte sur Gallica ;
  - L’Europe (de 872 à 1122 ap. J.-C.), 1902 ; texte sur Gallica ;
  - Les Croisades (de 1096 à 1327 ap. J.-C.), 1904 ; texte sur Gallica ;
  - La Renaissance (de 1250 à 1516 ap. J.-C.), 1910 ; texte sur Gallica.
- Œuvres de Jules Michelet
  - Histoire de France. Le Moyen Âge, 8 volumes ;
  - Histoire de France, 11 volumes. Couverture : du seizième siècle à Louis XVI ;
  - Histoire de la Révolution française, 9 volumes.

## Œuvres d'Alphonse Lemerre
- Le Livre du bibliophile, 1874 (Wikisource), paru sans nom d'auteur ; longtemps attribué à Alphonse Lemerre ; en fait, le manuscrit est de la main d'Anatole France[13].
- Le Vers français, Versification et Poétique, écrit avec Maxime Fromont.